# Žilinci
Žilinci (cyr. Жилинци) – wieś w Serbii, w okręgu rasińskim, w gminie Brus. W 2011 roku liczyła 113 mieszkańców.